# دريني خشبة
محمد الدريني بن سيد بن يوسف خشبة (1320 هـ / 1903م - 1385 هـ / 1965م)، مترجم وكاتب مسرحي مصري.

## حياته
والد الكاتب والناقد سامي خشبة. ولد في مدينة شربين في محافظة الدقهلية، وتوفي في القاهرة. قضى حياته في مصر. تلقى تعليمه الابتدائي والثانوي بمدينة المنصورة حتى حصل على شهادة البكالوريا عام 1922م. انتقل إلى القاهرة ملتحقًا بكلية الحقوق بالجامعة المصرية، لكن ظروف أسرته المادية والاجتماعية حالت دون استكمال دراسته بها فاتجه إلى كتب الأدب العالمي مثقفًا نفسه ومستزيدًا من الثقافة العالمية. عمل معلمًا للغة الإنجليزية بإحدى مدارس الجمعية الخيرية الإسلامية عام 1923م متنقلاً بين بعض المدن المصرية، منها: شربين، المحلة الكبرى، أسيوط حتى عام 1936، وكان إلى جانب عمله يقوم بالترجمة في بعض الصحف، منها: جريدة اللواء، الأخبار.
انتقل إلى القاهرة عام 1942م حيث عينه طه حسين بإدارة الترجمة بوزارة المعارف العمومية، ثم انضم إلى أسرة معهد الدراسات المسرحية عام 1944م محاضرًا في مادة الأدب المسرحي وتاريخ المسرح. انتدب للعمل رئيسًا لتحرير مجلة المجتمع الجديد فترتين قبل ثورة يوليو وبعدها، ثم تولى إدارة فرقة المسرح المصري الحديث. كان عضو أقسام الترجمة وفحص الكتب والألف كتاب بإدارة الثقافة العامة.
كان موظفاً في الترجمة بوزارة المعارف. من آثاره: «الأوديسة» و«قصة طروادة» وهي خلاصة لالياذة هوميروس، و«الفن المسرحي» ترجمة، و«نحو عالم أفضل» ترجمة عن الإنكليزية، و«أساطير الحب والجمال عند الإغريق».